# モーメント・マグニチュード
モーメント・マグニチュード（英: Moment magnitude scale, Mw）は、中規模以上の地震においてエネルギー量を表す指標値（マグニチュード）である。モーメント・マグニチュードで計測した指標値はマグニチュード（記号:M）で示されているが、他のマグニチュード計測法の指標値と区別するため、モーメント・マグニチュード（記号:Mw）と明示されることが多い。
モーメント・マグニチュードは1930年代に定義されたローカル・マグニチュード（リヒター・スケール）の計測値を基準にして開発されている。コンセプトと計算式は異なるが、同規模の地震のマグニチュードを計測した場合、いずれもほぼ同等の計測値が得られるよう設計されている。適切な条件の基では、ローカル・マグニチュードと同様に、モーメント・マグニチュードは対数スケールの特性に従って、値の増加は放出されるエネルギー量の約32倍の増加に対応する。これによりモーメント・マグニチュード7の地震は、マグニチュード6の約32倍、マグニチュード5の1,000倍のエネルギーを放出する。
モーメント・マグニチュードは断層面の剛性率・断層面積の合計・断層全体の変位量の平均の積である地震モーメントから算出される。規模の小さな地震では地震モーメントを正しく見積もることができないため、マグニチュード3以下の地震ではモーメント・マグニチュードの適切な値を求めることができない。

## 歴史

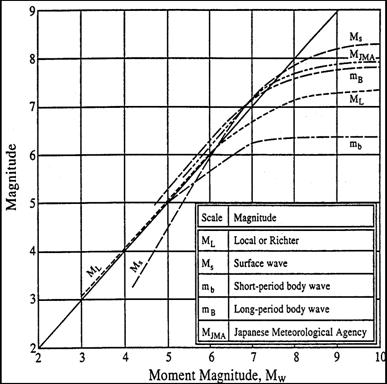
地震のエネルギー量増加において、モーメント・マグニチュードは増加を継続するが、ローカル・マグニチュードなどは収束する傾向がある。

1960年代、ローカル・マグニチュードおよび表面波マグニチュードが地震のエネルギー量を表すマグニチュードの計測法として使われていた。しかし、1,000キロメートルを越えて影響を発生させるような巨大地震の規模を計測するには不適切だった。例えば、1957年のアリューシャン地震や1960年のチリ地震は1,000キロメートルに近い断層を破壊した。表面波マグニチュードはそれらの巨大地震では正確な地震規模を計測できなかった。表面波マグニチュードを利用したマグニチュードの計測の困難さは、地震規模の大きさから生じる課題であった。大地震は、表面波マグニチュードが通常の地震と評価する20秒周期の波を発生させると共に、大量のエネルギーを運ぶ200秒以上の非常に長い周期の波も発生させた。表面波マグニチュードを含む1960年代にあったマグニチュードの計測法は、ローカル・マグニチュードと同様に標準的な震央距離・周波数帯において測定した波の振幅の比較のみに依存しており、1つの大きな地震が複数の波を発生させてエネルギーを分散させた場合に1つの地震のエネルギー量を正しく計測することができなかった。
1966年、マサチューセッツ工科大学の地震学者安芸敬一は地震発生時に起きる断層運動の力のモーメントを表した地震モーメント（M0）を発表した。この時、安芸敬一は地震の構造の理解を向上させるために弾性転位理論を採用した。この理論で、長周期地震計による地震計の測定値は断層面積の合計、断層が変位する平均距離、断層面の剛性率に比例すると述べた。しかし、地震モーメントを利用したモーメント・マグニチュードを設計するまでに、地震モーメントの提唱から13年かかっている。時間がかかった理由は、地震信号の必要なスペクトルを手計算で算出しなければならず、全ての地震に対して個々人が注意を払う必要があったためである。1960年代に使われていたコンピュータより高速なコンピュータが必要で、地震信号を自動的に処理する方法を開発しなければならなかった。
1973年、マサチューセッツ工科大学の地震学者トーマス・ハンクスは地震モーメントとマグニチュードの値の増減率に関係性があることに着目し、ローカル・マグニチュード（ML）は地震モーメントから推定できると述べた。
1977年、カリフォルニア工科大学の地震学者金森博雄は地震の発生させる輻射エネルギーEsは表面波マグニチュードMsから推定できると述べた。これは逆説的に表面波マグニチュードMsは輻射エネルギーEsから推定できることを意味していた。しかし、輻射エネルギーの計測は、全周波数帯域にわたる波エネルギーの統合を含むため、技術的には困難であると考えた。輻射エネルギーの計測を現実的なものとするため、スペクトルの最低周波数の部分が残りのスペクトラムを推定することに利用できることに着目し、スペクトラムの最低周波数の漸近線を地震モーメントで特徴付けした。これにより、応力降下が完全であり破壊エネルギーを無視した時、輻射エネルギーと地震モーメントとの近似的な関係を用いて、輻射エネルギーEsは地震モーメントSから推定し、表面波マグニチュードMsは輻射エネルギーEsから測定できると述べた。つまりは、表面波マグニチュード（Ms）は地震モーメントSから推定される。
1979年、トーマス・ハンクスと金森博雄は両者の観点を合成して、地震モーメントを用いて新しいマグニチュードの計測法であるモーメント・マグニチュードを定義した。モーメント・マグニチュードは地震モーメントの特性に従って地震の規模の巨大さに依らず計測可能であるため、表面波マグニチュードで正確に計測できないマグニチュード4を越える中規模以上の地震のマグニチュードを的確に計測可能であった。1970年代中程から、ハーバード大学のアダム・ジウォンスキーは世界中の地震を対象にセントロイド・モーメント・テンソル解の一覧の作成を始めており、これに併せて地震モーメントは広く紹介され、多数の地震がモーメント・マグニチュードで計測された。
ただ、飽和の問題がない利点を持つにもかかわらず、計算が煩雑なことなどから、コンピュータが現在のように発達していなかった時代、モーメント・マグニチュードの使用は実用的ではなかった。その後、CMTインバージョンなどの地震波解析技術の進歩があり、できる限りモーメント・マグニチュードが使われるようになってきている。
マグニチュードの国際基準は規程されていないが、モーメント・マグニチュードがデファクトスタンダードとして扱われており、アメリカ地質調査所は2002年以降、主要な地震についてモーメント・マグニチュードを使って地震の規模を報告している。日本の気象庁は2003年にモーメント・マグニチュードを基準にして、気象庁マグニチュード（Mj）の計測法の見直しを実施している。

## 定義
モーメント・マグニチュードは無次元量の式
{\displaystyle M_{\mathrm {w} }={\frac {2}{3}}\log _{10}(M_{0})-10.7,}

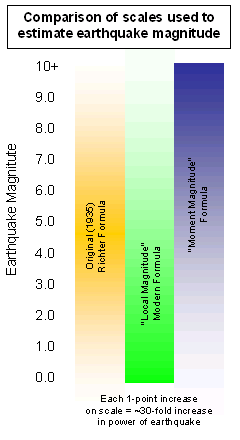
ローカル・マグニチュード（中央）とモーメント・マグニチュード（右）のマグニチュード計測範囲

でマグニチュードの値を定義する。この時、{\displaystyle M_{0}}は地震モーメント（単位：dyne⋅cm、10−7N·m）である。定数は先行して定義されたローカル・マグニチュード、表面波マグニチュードと値を合わせるための補正値である。マグニチュード3以下の小さな地震では、地震モーメントの計測の困難さから適切なマグニチュードの値を計測することができない。
モーメント・マグニチュードで計測したマグニチュードはMもしくはMwで標記される。

## 特性
2000年代以降、モーメント・マグニチュードは中規模から大規模の地震のマグニチュードの計測で最も一般的に使用されている。一方、より頻繁に発生する小規模の地震では、モーメント・マグニチュードは使用されない。例えば、アメリカ地質調査所マグニチュード3.5未満の地震ではモーメント・マグニチュードを利用していない。
現在の公式の地震調査における慣例は、モーメント・マグニチュードで地震の規模を計測可能な場合は、常にモーメント・マグニチュードの計測結果（Mw）をマグニチュードの値として採用・報告することである。マグニチュードが4より小さくMwを計算するためのM0を測定できない場合は、ローカル・マグニチュードの計測結果（ML）をマグニチュードの値として採用・報告することが多い。
一般的な報道機関はマグニチュード4より大きな地震を報道しており、そのような地震ではマグニチュードの値はローカル・マグニチュードの計測結果（ML）ではなくモーメント・マグニチュードの計測結果（Mw）である。
モーメント・マグニチュードはローカル・マグニチュードと互換性を持ちながらローカル・マグニチュードの欠点を補うために開発されており、モーメント・マグニチュード（Mw）とローカル・マグニチュード（ML）は中規模の地震ではほぼ同等の値を計測する。つまり、マグニチュード5.0の地震は両方の計測法で約5.0になる。 他の計測法とは異なり、モーメント・マグニチュードはマグニチュードの飽和が起きることはなく、測定可能な大きさには上限がない。しかし、規模の小さな地震は地震モーメントの計測の困難さから正しくモーメント・マグニチュードを算出できない欠点がある。
ただし厳密には、モーメント・マグニチュードも地震計のデータを使う以上その対応周期に依存していて、特に大きな地震では、重力計などの超長周期の地震計や地殻変動のデータなどを併用しなければ飽和は起こるとも考えられている。

## 関連する計測法
モーメント・マグニチュード（Mw）を決定する様々な測定法が開発されており、測定法の種類は記号の基底標記に付与することで示される。
- Mwb – 長周期（10秒から100秒）の実体波のモーメント・テンソルインバージョンによって求める。
- Mwr – 震源に比較的近い地点（1,000マイル以内）における波形のモーメント・テンソルインバージョンによって求める。
- Mwc – 中〜長周期の実体波・表面波のセントロイド・モーメント・テンソルインバージョンによって求める。
- Mww – W-phaseのセントロイド・モーメント・テンソルインバージョンにより求める。
- Mwp、Mi – 坪井誠司がP波測定から大規模沿岸地震の津波ポテンシャルを素早く推定するために開発した[18][19]。後に一般的な地震に適用させた。
- Mwpd – 断層破壊の継続時間を考慮してP波の振幅・継続時間から迅速に推定できる。[20][21]。